# Mortes em junho de 2007
Mortes em 2007: ← – Janeiro – Fevereiro – Março – Abril – Maio – Junho – Julho – Agosto – Setembro – Outubro – Novembro – Dezembro – →
Esta é uma relação de pessoas notáveis que morreram durante o mês de junho de 2007, listando nome, nacionalidade, ocupação e ano de nascimento.

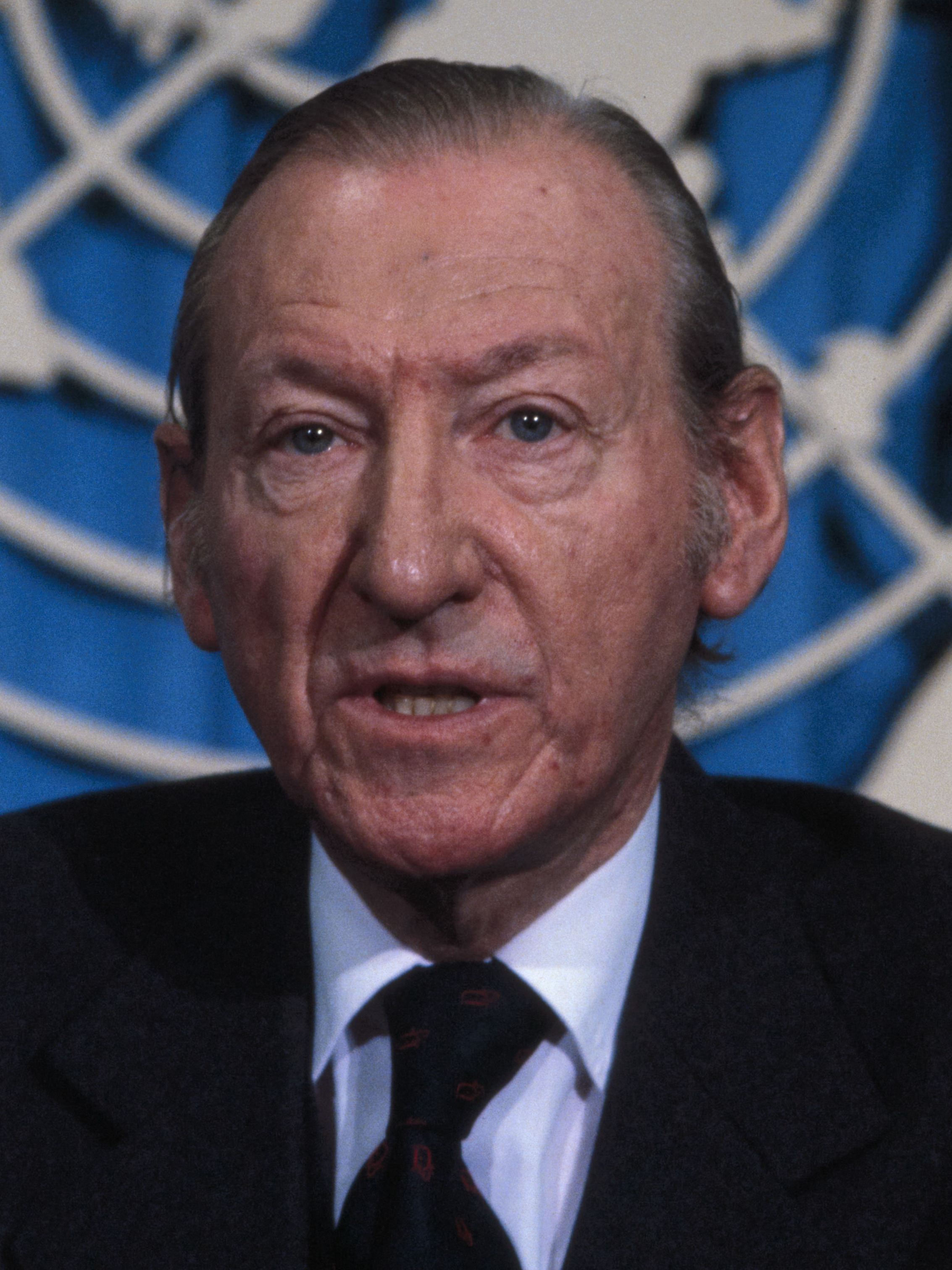
Kurt Waldheim, Secretário-geral da ONU.

| Dia | Nome                  | Profissão ou motivo de reconhecimento | Nacionalidade    | Ano de nasc. | Ref    |
| --- | --------------------- | ------------------------------------- | ---------------- | ------------ | ------ |
| 4   | Bill France, Jr.      | Presidente da NASCAR                  | Estados Unidos   | 1933         | [ 1 ]  |
| 4   | Craig Thomas          | Político                              | Estados Unidos   | 1933         | [ 2 ]  |
| 6   | Miroslav Smotlacha    | Biólogo                               | Chéquia          | 1920         | [ 3 ]  |
| 8   | Richard Rorty         | Filósofo                              | Estados Unidos   | 1931         | [ 4 ]  |
| 9   | Ousmane Sembène       | Cineasta                              | Senegal          | 1923         | [ 5 ]  |
| 12  | Guy de Rothschild     | Banqueiro                             | França           | 1909         | [ 6 ]  |
| 12  | Samuel Isaac Weissman | Químico                               | Estados Unidos   | 1912         | [ 7 ]  |
| 13  | Néstor Rossi          | Futebolista                           | Argentina        | 1925         | [ 8 ]  |
| 14  | Kurt Waldheim         | Secretário-geral da ONU               | Áustria          | 1918         | [ 9 ]  |
| 15  | Richard Bell          | Músico                                | Canadá           | 1946         | [ 10 ] |
| 17  | Abílio Osório Soares  | Político                              | Timor-Leste      | 1947         | [ 11 ] |
| 17  | Angelo Felici         | Cardeal                               | Itália           | 1919         | [ 12 ] |
| 17  | Durval Ferreira       | Compositor e músico                   | Brasil           | 1935         | [ 13 ] |
| 17  | Gianfranco Ferrè      | Estilista                             | Itália           | 1944         | [ 14 ] |
| 18  | Núbia Lafayete        | Cantora                               | Brasil           | 1937         | [ 15 ] |
| 18  | Vilma Espín           | Revolucionária                        | Cuba             | 1930         | [ 16 ] |
| 24  | Derek Dougan          | Futebolista                           | Irlanda do Norte | 1938         | [ 17 ] |
| 25  | Chris Benoit          | Wrestler                              | Canadá           | 1967         | [ 18 ] |
| 26  | Filipe Ferrer         | Actor e dramaturgo                    | Portugal         | 1936         | [ 19 ] |
| 26  | Jupp Derwall          | Futebolista e treinador               | Alemanha         | 1927         | [ 20 ] |
| 27  | Bruno Tolentino       | Poeta                                 | Brasil           | 1940         | [ 21 ] |
| 28  | Kiichi Miyazawa       | Primeiro-ministro                     | Japão            | 1919         | [ 22 ] |
| 30  | Júlio Lerner          | Jornalista e apresentador             | Brasil           | 1939         | [ 23 ] |